# 陳詩庭
陈诗庭（1760年—1806年），字令华、一字莲夫，号妙士、又号画生。江苏嘉定（今上海市嘉定区）人。清代画家、学者。
嘉庆四年（1799年）进士，即授知县，不就。主讲西泠。陈诗庭性格沈挚，每治必钩深诣徵。中年以后，研究经义，探六书之旨。工山水画，以白描闻名于时。著作有《读书札记》、《深柳居诗文集》。